# Борис Кременлиев
Борис Ангелов Кременлиев (на английски: Boris Kremenliev) е български и американски композитор, музикален педагог, диригент и музикален етнолог. Професор в Калифорнийския университет в Лос Анджелис. 

## Биография
Роден е на 23 май 1911 година в Мехомия (днес Разлог). Започва заниманията си с виолончело в родния си град, където още на 16-годишна възраст ръководи ученическия оркестър на гимназията. През 1929 година заминава за Съединените щати, където  учи композиция и дирижиране в университета DePaul в Чикаго. Завършва с бакалавърска (1935) и магистърска (1937) степен. Защитава докторска дисертация в Eastman School of Musik в университета в Рочестър, Ню Йорк (1942).
По време на войната служи в американската армия в Европа, член е на The Psyhological Warfar Branch. През 1945 – 1946 година ръководи The South German Network in Europe.
В 1947 година започва работа в Калифорнийския университет в Лос Анджелис, където остава до пенсионирането си през 1978 година. Преподава композиция, инструментация и хармония. Започва като хоноруван преподавател, става асистент-професор (1949), хоноруван професор (1951) и професор (1958). Два пъти изпълнява длъжността директор на Института по етномузикология в университета.
Създава и води програма за радио KPFK, наречена Many Musics of Man, чрез която популяризира етномузикологията сред местната общност, като представя аспекти на световната музика. В радиопредаването си кани изтъкнати гости да участват в дискусии. След разпускането на институцията Кременлиев става председател на Съвета по етномузикология.
Има съществен принос за създаването на Катедрата по етномузикология в Калифорнийския университет, открита на 1 юли 1988 г., два месеца след смъртта му.
Умира на 25 април 1988 година в Лос Анджелис.

## Творчество
Освен с работата си като професор, диригент и композитор, Борис Кременлиев се занимава и с изследвания на славянската музика и българо-македонския фолклор.
През 1952 г. е публикуван неговият научен труд Bulgarian-Macedonian Folk Music, който е единственият по темата, написан на английски език. Тази книга е включена в над 342 библиотеки на WorldCat.
Една от най-известните му композиции е партитурата за филма от 1953 г. „Издайническото сърце“, номиниран за наградата „Оскар“.
Свири с оркестри по целия свят, включително с Щутгартската филхармония, оркестъра на Мексико Сити, симфоничните оркестри на Сидни и Мелбърн и Софийската филхармония. Проучване на ASCAP отбелязва изпълнения в Англия, Франция, Германия, Италия, Полша и Източна Африка.

### Сценична творба
- The Bridge (1966). Опера. Либр. Елва Кременлиев.[6]

### Оркестрова музика (непълно)
- Симфонични вариации (1937)
- Five Sketches (1938)
- Song Symphony (№ 1, соло контраалт) 1941
- Българска рапсодия (1952)
- Концерт за пиано (1959)
- Симфония № 2 (1960)
- Балканска рапсодия, голям симфоничен оркестър (1965)
- Селски танц (1983)[6]

### Камерна музика (непълно)
- Струнен квартет № 1 (1935)
- № 2 (1957)
- Клавирен квартет № 1 (1945)
- № 2 (1950),
- Обой-квартет (1948),
- Хоро № 3 циг. и пиа. (1948)
- Саксофон-квартет (1949)
- Overtones мед. и дух. (1984)[6]

### Произведения за соло-инструменти (непълно)
- Organ-Retrospective (1945),
- Сюита за клавесин (1950)
- Клавирна музика за деца (1957)[6]

### Вокална музика (непълно)
- Прелюдия и поема, солисти, хор и оркестър (1937)
- Grapes (текст Пушкин, 1951)
- Две литовски народни песни (1952)[6]

## Архив
Архивът на Борис Кременлиев е описан и обработен и се съхранява в Sibley Music Library, Eastman School of Music, Rochest University, Ню Йорк.